# Călan
Călan (maďarsky Pusztakalán, německy Klandorf či Kalan) je město v župě Hunedoara v Rumunsku. Město leží na řece Strei, levostranném přítoku Maruše, asi 7 km východně od Hunedoary, 14 km jižně od Simerie a 20 km jihovýchodně od hlavního města župy, Devy. Ve městě žije přibližně 10 tisíc obyvatel.
Z města jsou spravovány i vesnice Streisângeorgiu, Batiz, Călanu Mic, Grid, Nădăștia de Jos, Nădăștia de Sus, Ohaba Streiului, Sâncrai, Sântămăria de Piatră, Strei, Strei-Săcel a Valea Sângeorgiului.
Ve městě fungovala velká huť, po neúspěšné privatizaci na přelomu 20. a 21. století zbankrotovala a její areál zchátral. Městem prochází elektrizovaná železniční trať Simeria–Petroșani.

## Fotogalerie

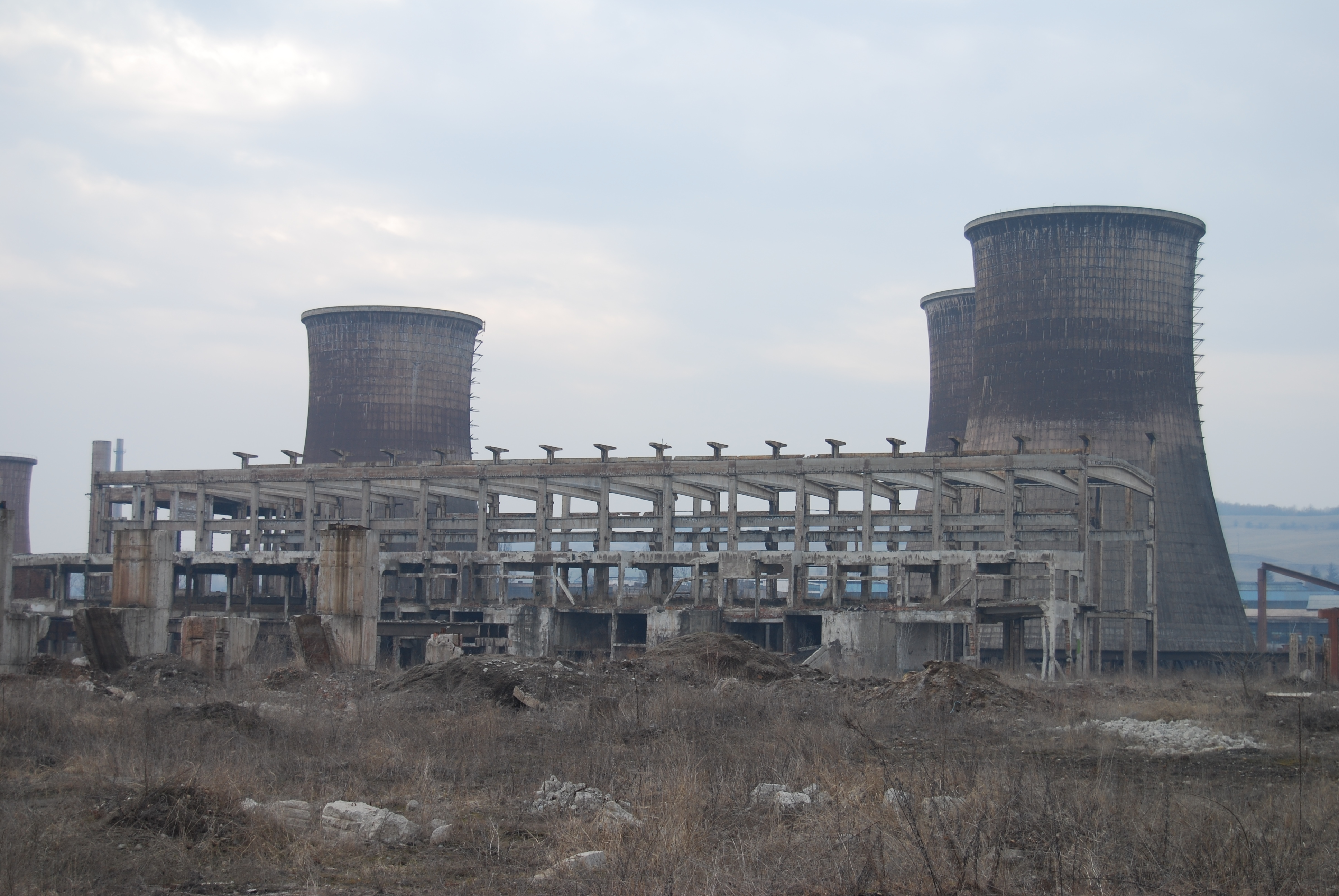
Ruiny bývalých hutí
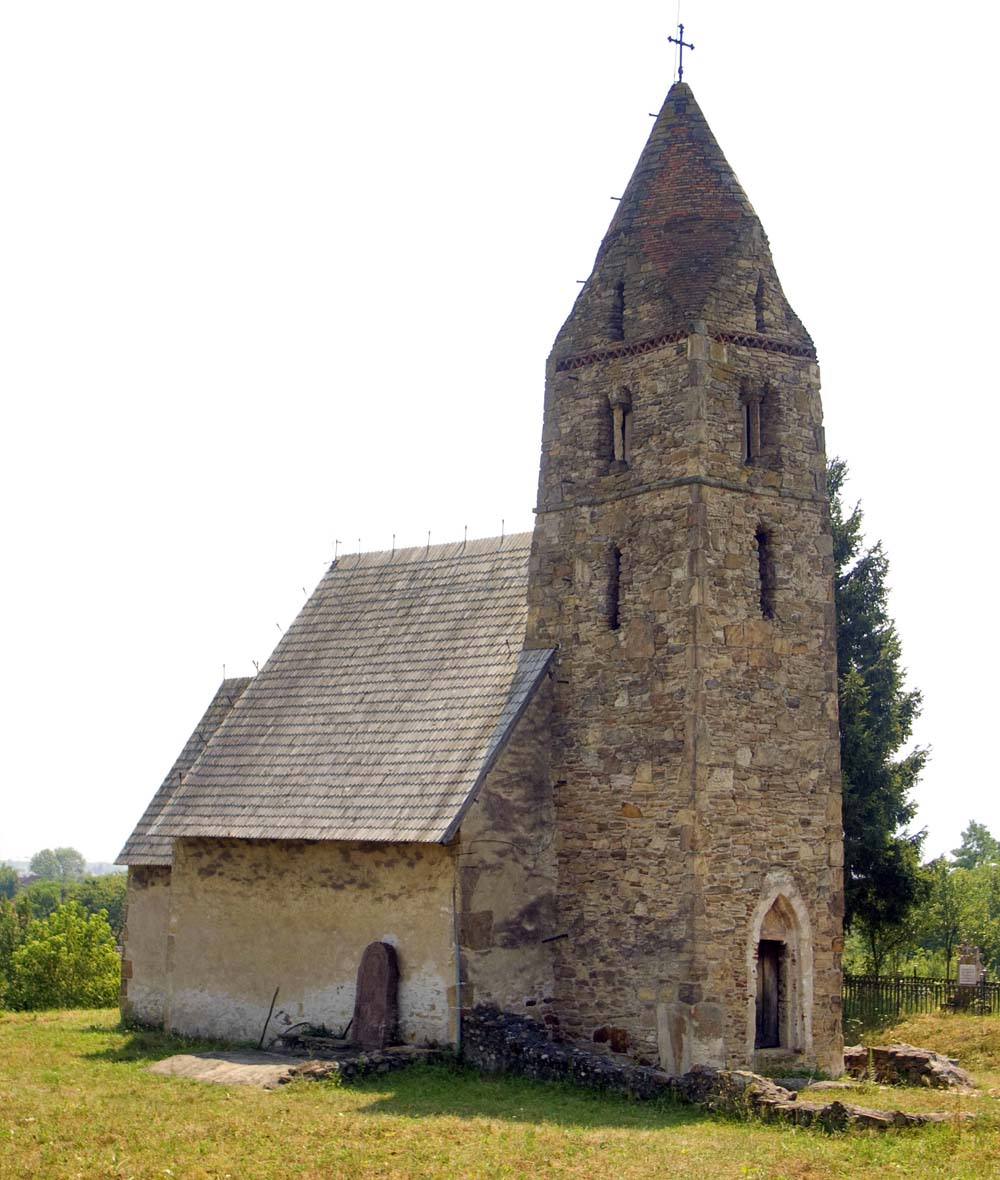
Pravoslavný kamenný kostel Zesnutí přesvaté Bohorodice ve Strei
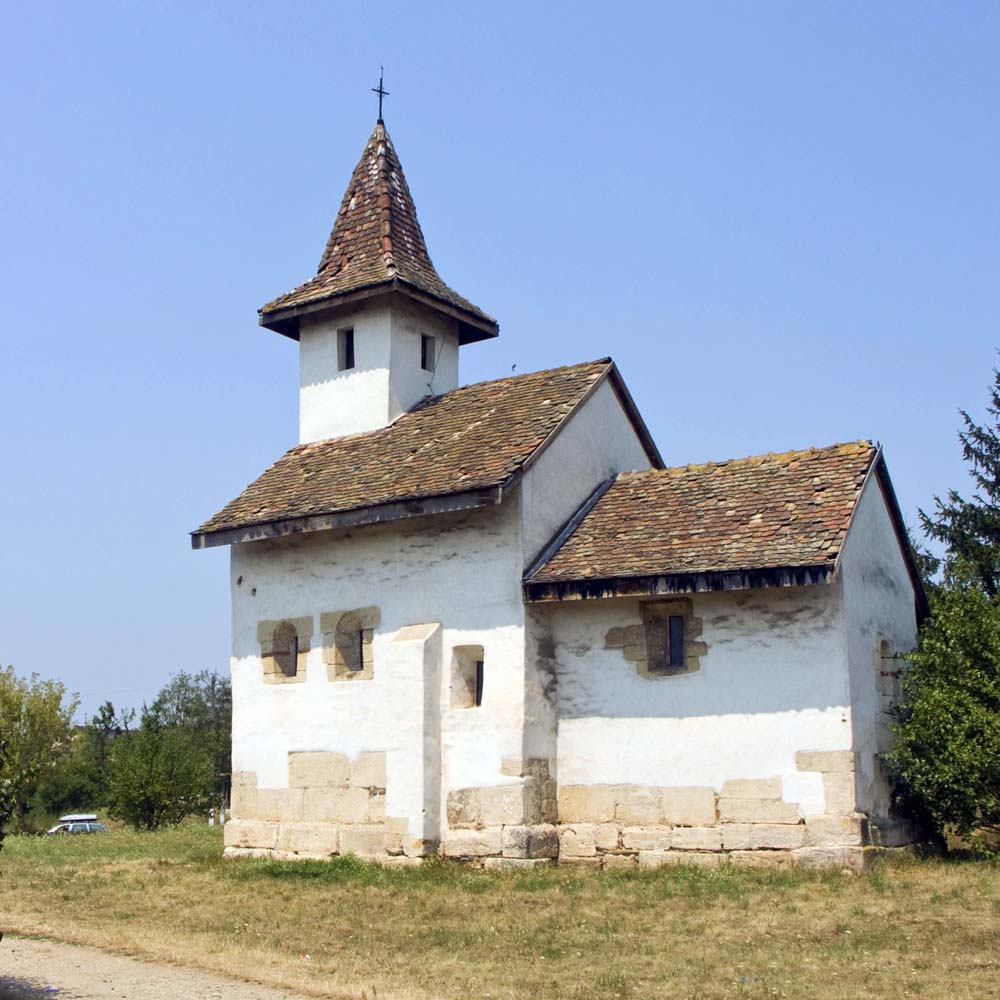
Pravoslavný kamenný románský kostel sv. Jiří ve Streisângeorgiu
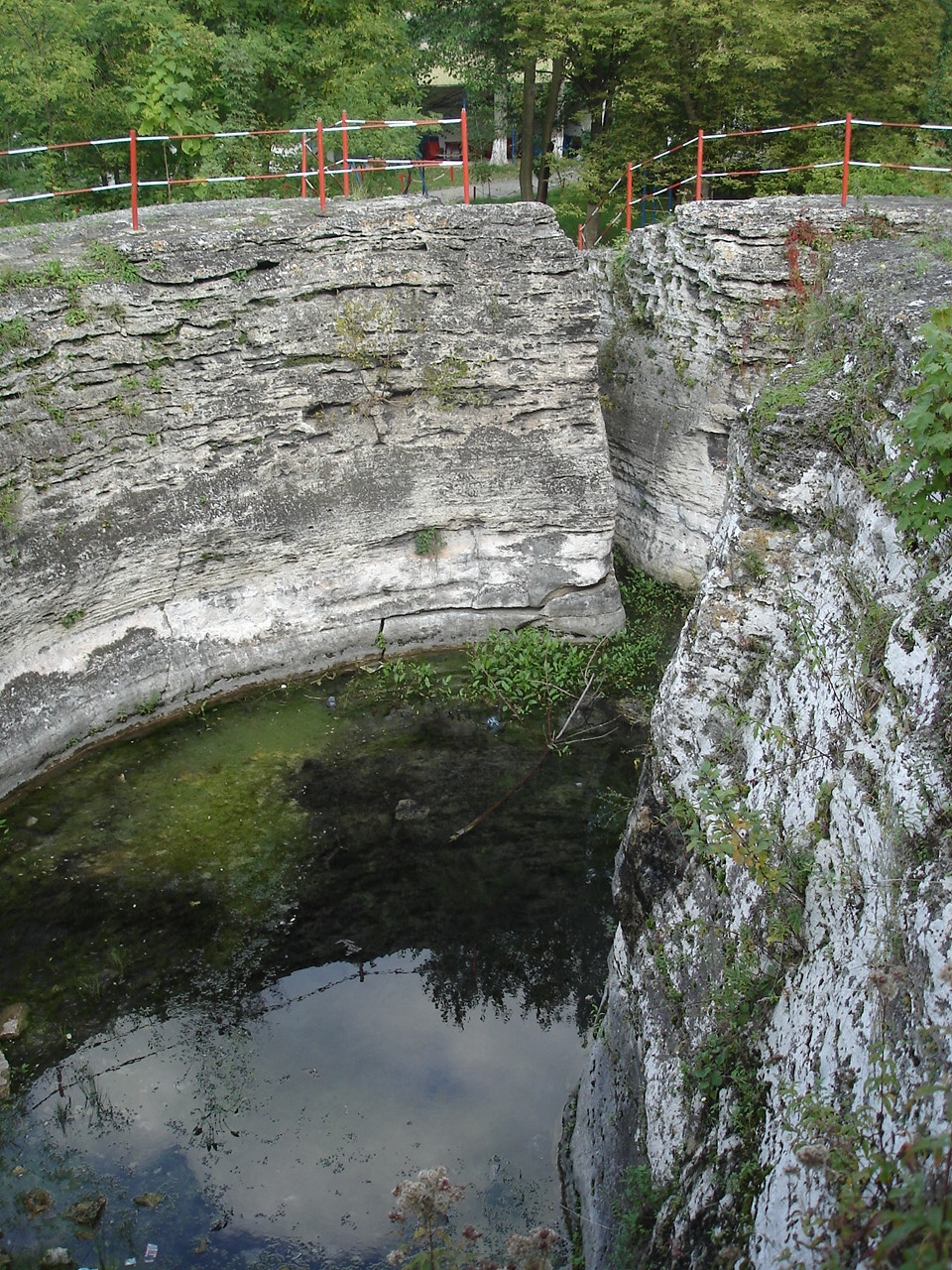
Pozůstatky antických římských lázní
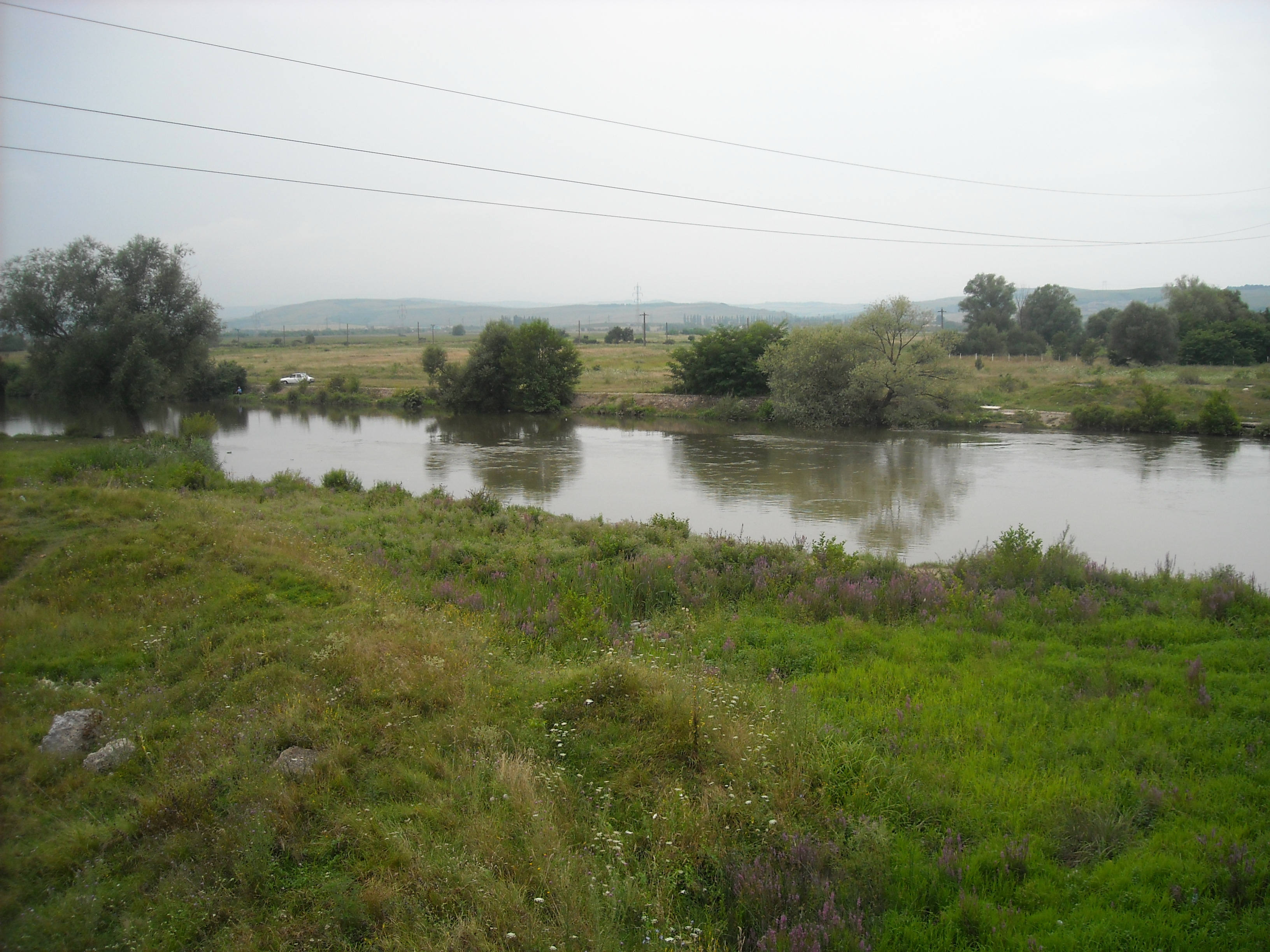
Řeka Strei
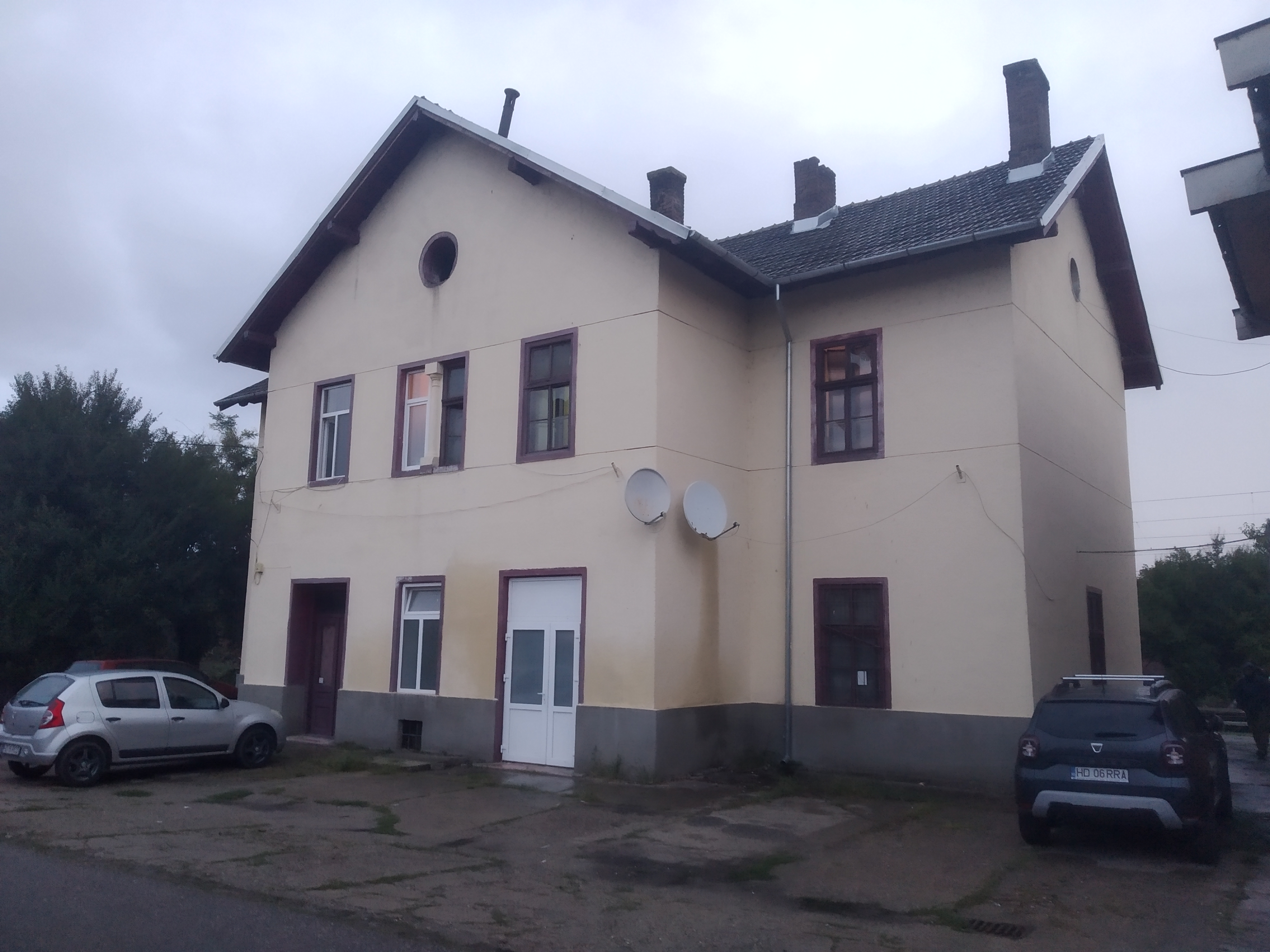
Nádraží
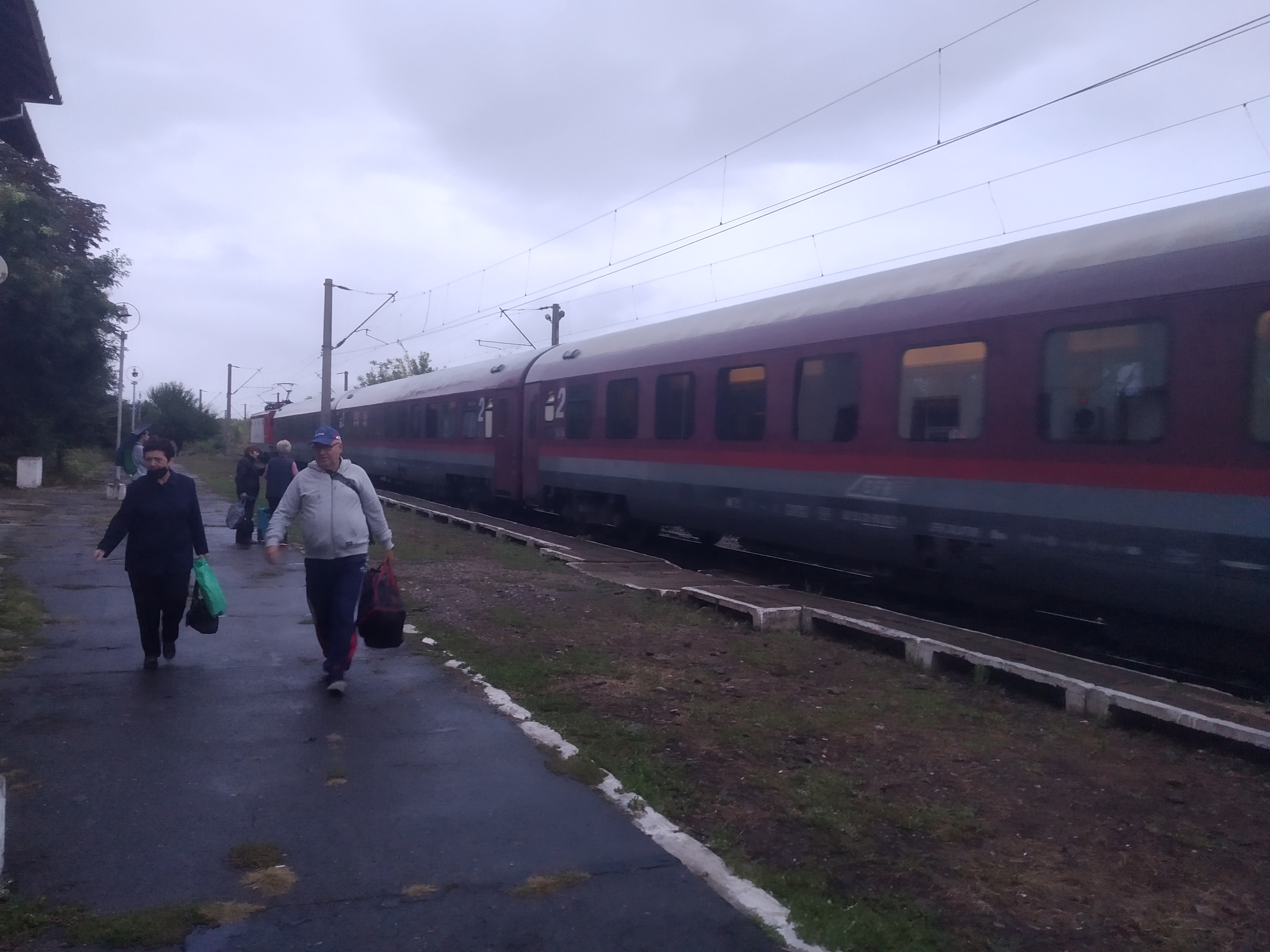
Nádraží
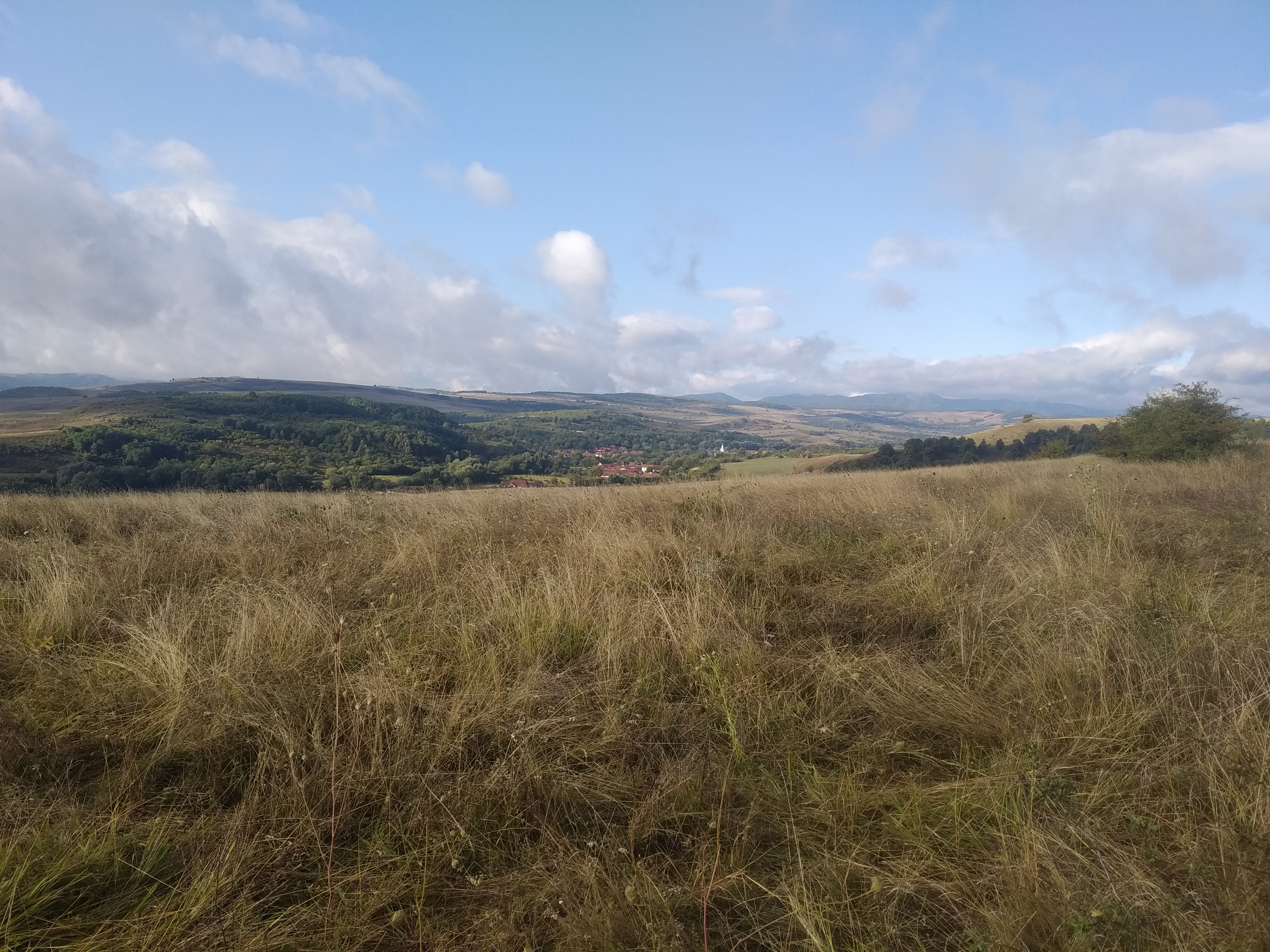
Krajina v okolí města